# Ажибай
Ажиба́й (каз. Әжібай) — село у складі Казталовського району Західноказахстанської області Казахстану. Адміністративний центр Біріцького сільського округу.
У радянські часи село називалось Ажбай.
Населення — 931 особа (2021; 1122 у 2009, 1118 у 1999, 1066 у 1989).